# Guido Calcagnini
Guido Calcagnini (Ferrara, 25 de setembro de 1725 - Osimo, 27 de agosto de 1807) foi um cardeal do século XVIII e XIX

## Nascimento
Nasceu em Ferrara em 25 de setembro de 1725. De família nobre. Terceiro dos cinco filhos do conde palatino Cesare Calcagnini, nono marquês de Fusignano, e Caterina degli Obizzi, marquesa do Sacro Império Romano. Os outros irmãos eram Francesco, Tommaso, Teresa e Placido. Parente do cardeal Carlo Leopoldo Calcagnini (1743).

## Educação
Estudou no Collegio dei Nobili di S. Carlo , Modena, desde 1737; e mais tarde, na Universidade La Sapienza , em Roma, onde obteve o doutorado em teologia e in utroque iure , tanto em direito canônico quanto em direito civil, em 15 de maio de 1747.

## Início da vida
Camareiro Privado de Sua Santidade, 1746. Estabeleceu-se em Roma e entrou ao serviço da Cúria. Referendário dos Tribunais da Assinatura Apostólica da Justiça e da Graça, agosto de 1749. Prelado doméstico de Sua Santidade, 1749. Coadjutor do Advogado Consistorial Montecatini, ca. 1751. Relator da SS.CC. da Imunidade Eclesiástica, 1751; e do Bom Governo, novembro de 1752. Eleitor do Supremo Tribunal da Assinatura Apostólica de Justiça, setembro de 1759. Cônego e vigário capitular de S. Maria em Trastevere, Roma, setembro de 1756. Advogado consistorial, 1758. Embaixador residencial interino de Ferrara em Roma, junho de 1758 até dezembro de 1764. Eleitor do Tribunal da Assinatura Apostólica de Justiça, 1759. Relator para as relaçõesad limina nella da recém-constituída congregação particular "super statu ecclesiarum". Recebeu o subdiaconato em 11 de novembro de 1764; e o diaconato em 30 de novembro de 1764.

## Sacerdócio
Ordenado em 21 de dezembro de 1764.

## Episcopado
Eleito arcebispo titular de Tarso, em 4 de fevereiro de 1765. Consagrado, em 10 de fevereiro de 1765, Roma, pelo Papa Clemente XIII. Nomeado núncio em Nápoles, em 22 de fevereiro de 1765; ele partiu para Nápoles no mês de junho seguinte. Assistente do Trono Pontifício, 24 de fevereiro de 1765. Prior commendatario de S. Romano, Ferrara, janeiro de 1769. Prefeito da Casa Pontifícia, 8 de abril de 1775.

## Cardinalado
Criado cardeal sacerdote no consistório de 20 de maio de 1776; recebeu o chapéu vermelho em 23 de maio de 1776; e o título de S. Maria in Traspontina, 15 de julho de 1776. Foi designado para o SS.CC. de Bispos e Regulares, Imunidade Eclesiástica, Cerimonial e Indulgências e Relíquias. Transferido para a sé de Osimo e Cingoli, com título pessoal de arcebispo, a 20 de maio de 1776; fez sua entrada solene na diocese no dia 14 de agosto seguinte. Celebrou um sínodo diocesano em setembro de 1778. Participou do conclave de 1799-1800, que elegeu o Papa Pio VII.

## Morte
Morreu em Osimo em 27 de agosto de 1807. Exposto e enterrado na catedral de Osimo